# شعار المملكة المتحدة
الشعارات الملكية للمملكة المتحدة هي أعلام شعارات النبالة الرسمية لملك المملكة المتحدة وهو الآن تشارلز الثالث. هذه الشعارات يستعمله الملك كحاكم على المملكة المتحدة في كل مكان ماعدا اسكتلندا، والتي تستعمل فيها نوع أخر من الشعارات. أنواع أخرى من الشعارات تستعمل من قبل حكومة المملكة المتحدة وأعضاء العائلة البريطانية المالكة.

يتكون الدرع من 4 أقسام: في 1 و4: أفواه لثلاثة فهود ذهبية (وهو إنجلترا)، في 2، بالذهب، أفواه الأسد، أزهرية (وهو اسكتلندا)، في 3، الأزرق السماوي، القيثارة الذهبية، حبل الفضة (وهو أيرلندا). يحيط بالدرع وشاح أزرق عليه عبارة ذهبية «ليكن الشر للذي يسيئ التفكير» (بالفرنسية: Honi soit qui mal y pense)، وهو شعار وقلادة فرسان الرباط. فوق الدرع يوجد خوذة ذهبية عليها لتاج الامبراطوري وفوقه هو أسد على رأسه نفسه التاج. الدعامات هي عبارة عن أسد إنجليزي فوق رأسه تاج ذهبي، وحصان وحيد القرن اسكتلندي من الفضة ومسلح، وحول عنقه تاج ذهبي متصل بسلسلة ذهبية حول جسده. في القاعدة يوجد ورود رأسها فضي موجودة على قاعدة كلها من النبات الأخضر (إنجلترا) والبرسيم (أيرلندا) والأشواك الطبيعية (اسكتلندا). يوجد وشاح في الأسفل وشاح أزرق مكتوب عليه بالذهب شعار الملوك البريطانيين «الرب وحقي» (بالفرنسية: Dieu et mon droit).

## الأنواع والاستعمالات
|  | الشعارات الملكية تمثل الملك نفسه، ويتم استعمالها في المملكة المتحدة (ماعدا اسكتلندا)، خاصة في المحاكم بما أن القضاة هم الممثلين الرسميين للملك، وكذلك على بعض القطع النقدية المسكوكة من قبل دار سك العملة الملكية. يتم استعمال هذه الشعارات أيضا في الكنائس التابعة للكنيسة الأنجليكانية، بما أن الملك هو المشرف عليها. |
|  | منذ اتحاد التيجان، نوع خاص من الشعارات الملكية تستعمل في اسكتلندا، أين المواد الاسكتلندية لها أسبقية على تلك الإنجليزية، الدرع في 4 أقسام: 1 و4 اسكتلندا، 2 إنجلترا، 3 أيرلندا، وتحيط به قلادة فرسان الشوك. التاج الاسكتلندي عليه أسد أحمر يحمل رباط مكتوب عليه صرخة حرب «إن ماي دفنس غاد مي دفند» (بالإنجليزية: In My Defens God Me Defend) والمختصرة «إين دفنس» (بالإنجليزية: In Defens). بينما في أسفل الدرع تم استبدال العبارة بالشعار اللاتيني لدى فرسان الشوك وهو «لا أحد يستفزني ويفلت من العقاب» (باللاتينية: Nemo Me Impune Lacessit). |
|  | حكومة المملكة المتحدة تستعمل نسخة خفيفة من الشعارات الملكية (دون العشب والخوذة). يتم استعمال هذه الشعارات أساسا على قوانين برلمان المملكة المتحدة، الوثائق الرسمية، جوازات السفر، أغلب الوزارات، على مداخل سفارتها في الخارج. |
|  | مكتب اسكتلندا وحتى 2007، وحكومة اسكتلندا يستعملون نسخة خفيفة من الشعارات الملكية مخصصة لاسكتلندا. |